# Orgeval (rivière)
Pour les articles homonymes, voir Orgeval et Avenelles.
L'Orgeval ou ru des Avenelles est une rivière française qui coule dans le département de Seine-et-Marne. C'est un affluent du Grand Morin en rive droite, donc un sous-affluent de la Seine par la Marne.

## Géographie
L'Orgeval est un cours d'eau de la Brie. Il naît sur le territoire de la commune de Doue, tout près du cours inférieur du Petit Morin. Il s'appelle aussi dans cette partie haute le ru des Avenelles.
De 12,8 km, la rivière reçoit plusieurs petits affluent en rive droite, ce qui fait rapidement grossir ses eaux. Elle a une orientation générale allant du nord-est vers le sud-ouest. Elle conflue avec le Grand Morin (rive droite) à Boissy-le-Châtel, assez importante localité située à 2 kilomètres en amont de Coulommiers. Au nord et perpendiculaire au cours du Grand Morin, l'essentiel du tracé de l'Orgeval est orienté Nord-Sud, avec un bassin en forme d'éventail.

### Communes traversées
L'Orgeval traverse (ou longe) les quatre communes (toutes situées dans le département de Seine-et-Marne) suivantes de Doue ~ Saint-Germain-sous-Doue ~ Boissy-le-Châtel ~ Coulommiers.

## Affluents
L'Orgeval est formé de la fusion de plusieurs ruisseaux qui confluent au nord-ouest de Boissy-le-Châtel au lieu-dit du bois Louis :
- Le ru des Avenelles (l'Orgeval proprement dit) fait 12,8 km ; sa source est sur la commune de Doue ; a lui-même comme affluents principaux :

⇒ le ru de Choqueuse (rive droite, source à Saint-Cyr-sur-Morin) qui fait 4 km ; ⇒ a lui-même comme affluent le ru des Quatre-Cent, rive droite.
⇒ le ru de Fosse-Rognon (rive droite, source à Doue) qui fait 5 km ; ⇒ a lui-même comme affluent le ru de l'Étang de la Motte, rive gauche.
- Le ru de Bourgogne[3] appelé aussi ru de Courgy dans sa partie inférieure (rive gauche) fait 7,5 km ; sa source est sur la commune de Jouarre.

- Le ru du Rognon[4] (rive gauche) fait 13,2 km ; sa source est sur la commune de Pierre-Levée.

Au total, l'essentiel de son alimentation vient de la forêt de Choqueuse (secondairement de la forêt domaniale du Mans). Et fait très spécifique, la déclivité de sa pente plus forte que celles des autres bassins versants du Grand Morin, avec une moyenne bien supérieure à 2 % : d'un maximum de 173 m aux sources du ru du Fosse-Rognon à un minimum de 74 m au confluent du Grand Morin, et ce, sur une distance d'une dizaine de kilomètres seulement.

## Sous-bassins
Les études très localisées, entreprises depuis des décennies ont permis de distinguer au sein du petit bassin versant de l'Orgeval 6 sous-bassins, à savoir d'Ouest en Est :
| Bassin versant        | Altitude moyenne | Surface    | Ruisseaux concernés                                          | Code hydrographique |
| --------------------- | ---------------- | ---------- | ------------------------------------------------------------ | ------------------- |
| de l'Orgeval au Theil | 77 m             | 104,00 km2 | Ru de l'Orgeval, Ru du Rognon, Ru de Courgy, Ru de Bourgogne | H5723011            |
| des Quatre-Cents      | 140 m            | 1,1 km2    | Ru des Quatre-Cents                                          | H5726610            |
| des Avenelles         | 85 m             | 45,7 km2   | Ru des Avenelles                                             | H5723021            |
| de Goins              | 146 m            | 1,3 km2    | Ru de Choqueuse                                              | H5726510            |
| de Choqueuse          | 142 m            | 1,7 km2    | Ru de Choqueuse                                              | H5726520            |
| de La Gouge           | 125 m            | 24,7 km2   | Ru des Avenelles, Ru de l'Étang de la Motte                  | H5723030            |
| de Mélarchez          | 146 m            | 7,1 km2    | Ru du Fossé-Rognon                                           | H5723211            |

## Hydrologie

### L'Orgeval à Boissy-le-Châtel
L'Orgeval est l'un des plus vieux observatoires français de l'environnement . En effet, depuis 1962, le bassin versant de l'Orgeval est instrumenté et suivi par Irstea (anciennement Cemagref), qui réalise des mesures et mène des recherches , à Boissy-le-Châtel, localité du département de Seine-et-Marne située au niveau de son confluent avec le Grand Morin, principal affluent de la Marne. 

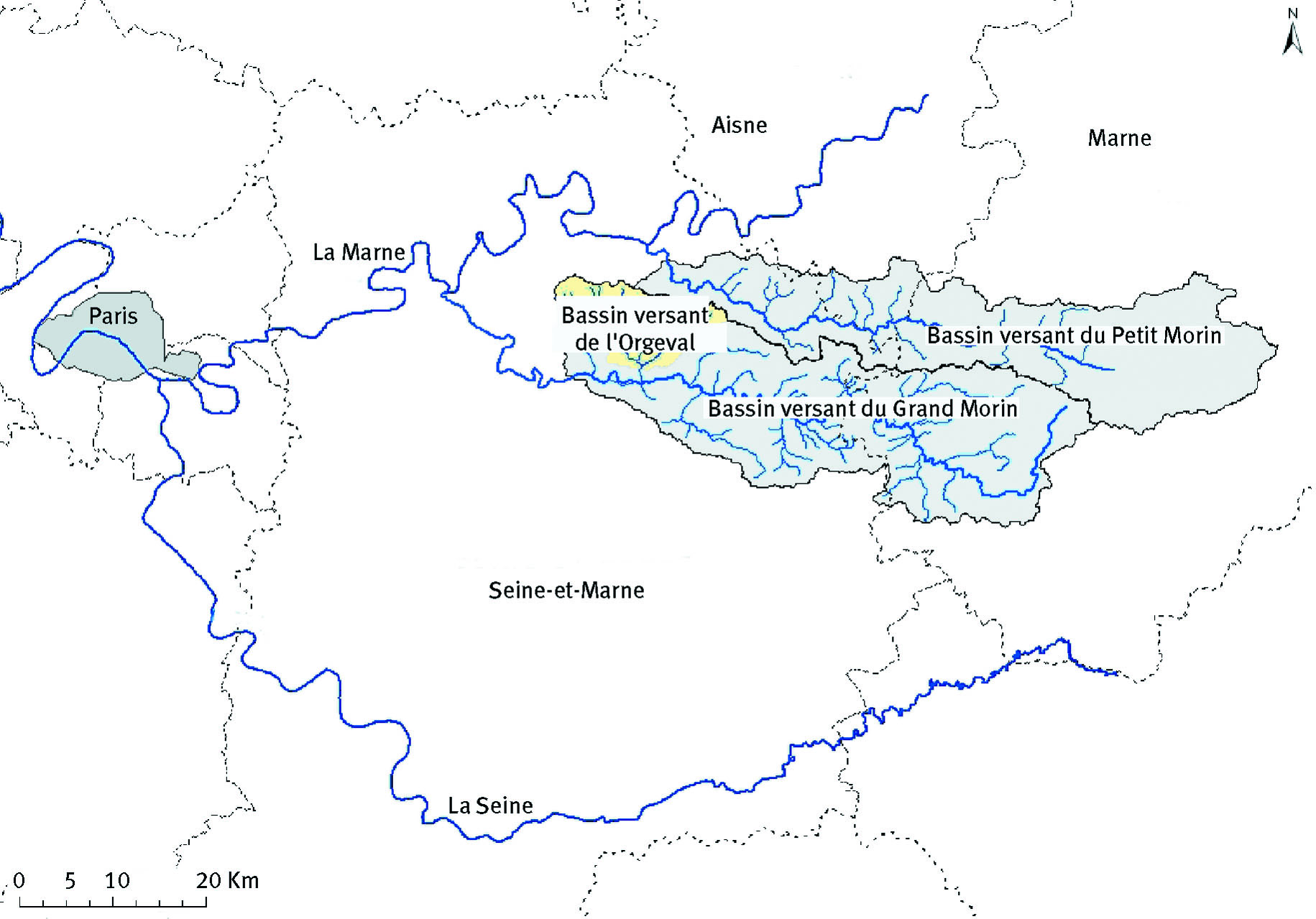
Observatoire de l'Orgeval et bassins versants des Morin.

Dans un premier temps orientées vers la protection contre les inondations, les recherches se sont tournées vers les problématiques posées par les nouveaux enjeux sociétaux comme les ressources et la qualité de l'eau, l'aménagement du territoire, l'amélioration des modèles de prévisions de crues .
L'étendue du bassin versant de la rivière est assez réduite (environ 104 km2), avec des conditions naturelles homogènes et suffisantes pour lui attribuer un caractère représentatif de la région.  
Le module de la rivière à Boissy-le-Châtel est de 0,610 m3/s.
L'Orgeval présente des fluctuations saisonnières de débit fort marquées. Les hautes eaux se déroulent en hiver et se caractérisent par des débits mensuels moyens allant de 1,03 et 1,27 m3/s, de décembre à mars inclus (avec un maximum en janvier). Dès le mois d'avril le débit baisse rapidement tout au long du printemps, et ce jusqu'aux basses eaux d'été qui ont lieu de juillet à septembre, entraînant une baisse du débit moyen mensuel allant jusqu'à 0,128 m3/s au mois d'août, ce qui, quoique faible, n'est pas excessivement sévère. Mais les fluctuations de débit sont bien plus prononcées sur de plus courtes périodes ou d'après les années.

### Étiage ou basses eaux
À l'étiage, le VCN3 peut chuter jusque 0,036 m3/s, en cas de période quinquennale sèche, soit 36 litres par seconde, ce qui devient sévère.

### Crues
Les crues peuvent être très importantes compte tenu de la taille modeste de la rivière et de l'exiguïté de son bassin versant. Les QIX 2 et QIX 5 valent respectivement 13 et 19 m3/s. Le QIX 10 est de 23 m3/s, le QIX 20 de 27 m3/s et le QIX 50 de 32 m3/s.
Le débit instantané maximal enregistré à Boissy-le-Châtel durant cette période débutant en 1962, a été de 33,1 m3/s le 22 janvier 1995  tandis que la valeur journalière maximale était de 25,8 m3/s le même jour. En comparant la première de ces valeurs à l'échelle des QIX de la rivière, il apparait clairement que cette crue était d'ordre cinquantennal et donc assez exceptionnelle, destinée à se reproduire en moyenne tous les 50 ans environ.

### Lame d'eau et débit spécifique
L'Orgeval est une rivière moyennement abondante. La lame d'eau écoulée dans son bassin versant est de 185 millimètres annuellement, ce qui est nettement inférieur à la moyenne d'ensemble de la France tous bassins confondus, ainsi qu'à la moyenne des bassins de la Marne (274 millimètres à l'entrée de Paris) et du Grand Morin (233 millimètres). Le débit spécifique de la rivière (ou Qsp) atteint le chiffre de 5,9 litres par seconde et par kilomètre carré de bassin.

## Faune et flore
L'Orgeval et ses ruisseaux affluents sont classés comme Cours d'eau de première catégorie ; et juridiquement, aucun ne ressort du domaine fluvial public (non-domaniaux) : leur accès n'est donc pas libre à tous et en tout lieu, selon les contraintes fixées par les propriétaires privés ou publics.
Il existe très peu de données anciennes sur le peuplement animal du bassin de l'Orgeval. Une étude récente menée par Irstea anciennement Cemagref sur 6 stations réparties sur l'ensemble du réseau hydrographique et échantillonnées au cours de deux campagnes (juin et juillet 2007) a néanmoins permis de dresser un état des lieux précis, dans le cadre du Programme PIREN-Seine de peuplements de poissons. À l'occasion de cette étude, 9 espèces seulement ont été identifiées (en dessous de la moyenne d'ensemble du Bassin Parisien) ; le vairon et le chabot sont bien implantés, mais que les espèces traditionnelles d'eau calme (perche, le gardon, le rotengle ou la bouvière) sont totalement absentes du bassin (relativement) pentu de l'Orgeval. On remarque aussi la présence d'anguilles et de truites.
| Nom commun    | Nom scientifique       | Code CEMAGREF | Nombre d'individus | Famille        |
| ------------- | ---------------------- | ------------- | ------------------ | -------------- |
| Anguille      | Anguilla anguilla      | ANG           | 8                  | Anguillidae    |
| Chabot        | Cottus gobio           | CHA           | 3047               | Cottidae       |
| Chevaine      | Leuciscus cephalus     | CHE           | 2                  | Cyprinidae     |
| Epinoche      | Gasterosteus aculeatus | EPI           | 8                  | Gasterosteidae |
| Epinochette   | Pungitius pungitius    | EPT           | 135                | Gasterosteidae |
| Goujon        | Gobio gobio            | GOU           | 22                 | Cyprinidae     |
| Loche franche | Nemacheilus barbatulus | LOF           | 746                | Cobitidae      |
| Truite fario  | Salmo trutta fario     | TRF           | 8                  | Salmonidae     |
| Vairon        | Phoxinus phoxinus      | VAI           | 2894               | Cyprinidae     |

Pour les invertébrés, la même étude cite la présence d'échantillons de micro-invertébrés courants en habitat rural, notamment des trois groupes des : crustacés Gammaridae (minuscules détritivores de la famille des Gammares), des insectes éphémères du genre Baetis (brouteurs, et surtout fausses "mouche" des pêcheurs à la mouche), et des petits trichoptères du genre Hydropsyche (famille des Hydropsychidae, insectes filtreurs). La présence de ces derniers, comme celles des truites et des goujons est rappelée dans cette étude comme bon indicateur de la qualité de l'eau.

## Données anthropiques
- Le code générique du Ru de l'Orgeval dans le répertoire du S.A.N.D.R.E. (Service d'administration nationale des données et référentiels sur l'eau en France) est le : F6540600.

- Stations de mesure : le petit bassin de l'Orgeval compte 7 stations hydrologiques - ce qui en fait la rivière du bassin du Grand Morin la mieux observée - toutes gérées par INRAE et dont 4 en service depuis les années 1960 ; d'amont en aval (la plupart sont localisées sur la moitié Est du bassin), stations de : H5726510 Goins (Ru de Choqueuse), H5726520 Choqueuse (Ru de Choqueuse), H5726610 Quatre-Cents (Ru des Quatre-Cents), 5723210 Mélarchez (Ru du Fossé-Rognon), 5726530 La Loge-Ferme (Ru des Avenelles), H5723020 Moulin des Avenelles (Ru des Avenelles), H5723010 Le Theil (l'Orgeval).

Quatre de ces stations disposent d’un préleveur de qualité de l’eau, asservi au débit, avec une mesure quotidienne minimum ; paramètres mesurés : Cl (Chlore), MES (matières en suspension), NH4 (Ammonium), NO2 (Dioxyde d'azote), NO3 (Nitrate), PO44 (Phosphate).
- Le réseau de surveillance du bassin de l'Orgeval compte aussi : trois piézomètres pour le contrôle des eaux souterraines (deux à Boissy-le-Châtel, un à Doue), l'implantation d'une station météo (à Boissy-le-Châtel) et de 8 pluviomètres (sur les différents ruisseaux)[9].

Des mesures hydrographiques par ultra-sons ont aussi été effectuées sur plusieurs stations (le Theil, les Avenelles, et Mélarchez).
- Parmi les principaux affluents du Grand Morin, c'est l'un qui possède le plus fort taux de drainage agricole. Le taux de drainage rapporté à l’aire totale est de 65 % ; le taux de drainage rapporté à la Surface Agricole Utile est de 86 % (d'après le Recensement Général Agricole de 1988, avec des données agrégées par commune).

- Le sentier de Grande randonnée du GR 11 croise le cours de l'Orgeval en deux endroits, à hauteur du Pont du Theil (Boissy-le-Châtel), puis à la sortie du Bois Louis (Saint-Germain-sous-Doue).